# Lịch sử trang phục

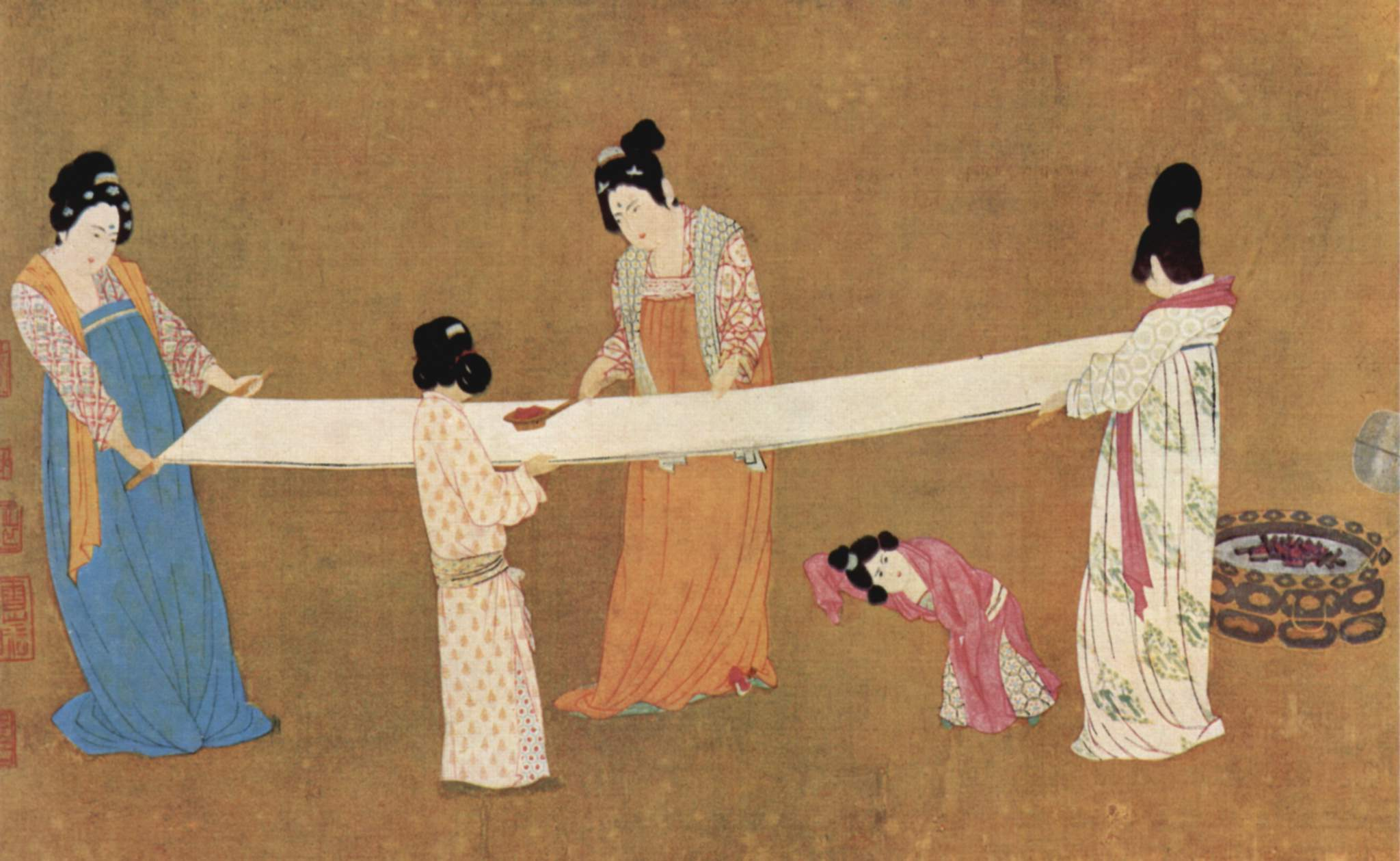
Ladies making silk, bức tranh đầu thế kỷ 12 của Tống Huy Tông (bản làm lại từ bản gốc thế kỷ 8 của nghệ sĩ Zhang Xuan), minh họa việc sản xuất vải lụa ở Trung Quốc.

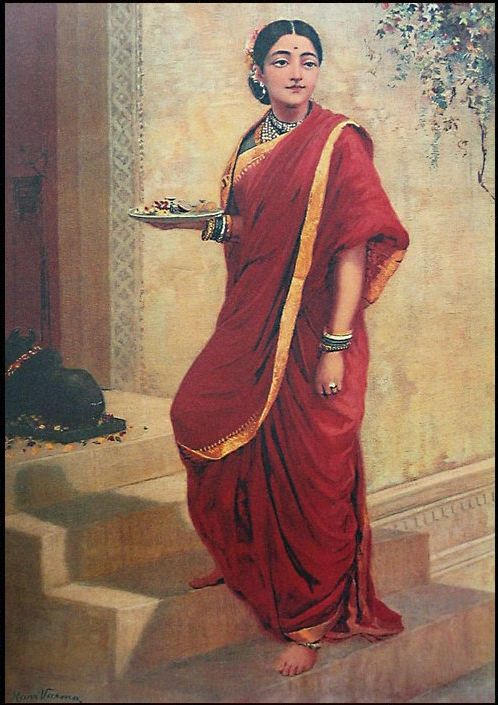
Phụ nữ Ấn Độ theo đạo Hindu mặc sari, tranh của Raja Ravi Varma. Một trong những trang phục cổ xưa và phổ biến nhất ở tiểu lục địa Ấn Độ.

Việc nghiên cứu lịch sử của trang phục và chất liệu vải là việc theo dõi sự phát triển, sử dụng và sự sẵn có của quần áo và chất liệu vải trong lịch sử loài người. Quần áo và chất liệu vải phản ánh việc sử dụng các vật liệu và công nghệ có sẵn trong các nền văn minh khác nhau tại các thời điểm khác nhau. Sự đa dạng và phân bố của quần áo và chất liệu vải trong một xã hội cho thấy phong tục và văn hóa xã hội đó.
Việc mặc quần áo là đặc điểm riêng của con người và là đặc điểm của hầu hết các xã hội loài người. Đàn ông và phụ nữ bắt đầu mặc quần áo sau kỷ Băng hà cuối cùng. Các nhà nhân chủng học tin rằng da động vật và thảm thực vật đã được sử dụng làm lớp phủ để bảo vệ con người khỏi lạnh, nóng và mưa, đặc biệt là khi con người di cư đến vùng khí hậu mới.
Chất vải có thể được tạo nỉ hoặc quay chất xơ làm thành sợi và sau đó đan hoặc dệt để tạo thành vải, và hình thức này đã xuất hiện ở Trung Đông trong thời gian cuối thời kỳ đồ đá. Từ thời cổ đại cho đến ngày nay, các phương pháp sản xuất chất vải đã liên tục phát triển, và những lựa chọn chất vải sẵn có đã ảnh hưởng đến cách con người mang theo người tài sản, cách mặc quần áo và cách trang trí xung quanh chỗ ở.
Các nguồn thông tin sẵn có để nghiên cứu quần áo và chất vải bao gồm các vật liệu còn sót lại được phát hiện qua khảo cổ học; bằng chứng của chất vải và việc sản xuất chúng để tạo ra các tác phẩm nghệ thuật; và các tài liệu liên quan đến sản xuất, thu mua, sử dụng và buôn bán vải, dụng cụ và hàng may mặc thành phẩm. Việc nghiên cứu của các học giả về lịch sử dệt may, đặc biệt là các giai đoạn trước của nó, là một phần của nghiên cứu văn hóa vật thể.

## Thời tiền sử
Sự phát triển của ngành dệt may thời tiền sử đã là chủ đề của một số nghiên cứu học thuật kể từ cuối thế kỷ 20. Những nguồn này đã giúp cung cấp một minh chứng rõ ràng về sự phát triển của trang phục trong suốt thời tiền sử. Bằng chứng cho thấy con người có thể đã bắt đầu mặc quần áo từ 100.000 đến 500.000 năm trước.

### Những dấu hiệu ban đầu
Phân tích di truyền cho thấy rận kí sinh trên người người, sống trong quần áo, có thể chỉ tách ra từ chấy khoảng 170.000 năm trước, điều này hỗ trợ bằng chứng rằng con người đã bắt đầu mặc quần áo vào khoảng thời gian này. Những ước tính này có trước cuộc di cư đầu tiên của con người khỏi châu Phi, mặc dù các loài hominid khác có thể đã mặc quần áo - và tạo nên sự lây lan rộng rãi của rận - dường như đã di cư khỏi châu Phi sớm hơn.
Kim khâu đã có niên đại cách đây ít nhất 50.000 năm (Hang Denisova, Siberia) - và có mối liên hệ duy nhất với một loài người khác với loài người hiện đại, tức là H. Denisova/H. Altai. Ví dụ lâu đời nhất có thể là 60.000 năm trước, một mũi kim (khuyết thân và mắt) được tìm thấy trong hang động Sibudu, Nam Phi. Các ví dụ ban đầu khác về kim khâu có niên đại từ 41.000 đến 15.000 năm trước được tìm thấy ở nhiều địa điểm, ví dụ như Slovenia, Nga, Trung Quốc, Tây Ban Nha và Pháp.
Những sợi lanh nhuộm sớm nhất đã được tìm thấy trong một hang động thời tiền sử ở Georgia và có niên đại khoảng 36.000 năm.
Bức tượng thần Vệ nữ "Venus of Lespugue" 25.000 năm tuổi, được tìm thấy ở miền nam nước Pháp trong dãy núi Pyrenees, mô tả một chiếc váy bằng vải hoặc sợi xoắn. Các bức tượng nhỏ khác từ Tây Âu được trang điểm bằng những chiếc mũ thúng hoặc mũ lưỡi trai, thắt lưng đeo ở thắt lưng và một dây vải quấn quanh người ngay trên bầu ngực. Những bức tượng nhỏ của Đông Âu thường đeo thắt lưng trên hông và đôi khi là váy dây.
Các nhà khảo cổ đã phát hiện ra các hiện vật từ cùng thời kỳ dường như đã được sử dụng trong nghệ thuật dệt: (5000 năm trước Công nguyên) đồng hồ đo lưới, kim con quay và que dệt.